# Primera divisió espanyola de futbol 1960-1961
El Reial Madrid Club de Futbol va demostrar una gran superioritat durant aquesta campanya, guanyant el títol 5 jornades abans del final de lliga. Va guanyar el campionat amb 12 punts de marge sobre el segon, l'Atlètic de Madrid, i només perdent dos partits, a casa de l'Atlètic, i al camp del Real Valladolid. Entre els cinc majors golejadors de la lliga, tres eren de l'equip blanc: Ferenc Puskas, Alfredo Di Stefano i Luis del Sol.

## Equips participants
| Equips          | Ciutat        | Estadi                |
| --------------- | ------------- | --------------------- |
| Atlético Bilbao | Bilbao        | San Mamés             |
| Atlético Madrid | Madrid        | Metropolitano         |
| Barcelona       | Barcelona     | Camp Nou              |
| Elx             | Elx           | Altabix               |
| Espanyol        | Barcelona     | Sarrià                |
| Granada         | Granada       | Los Cármenes          |
| Mallorca        | Palma         | Lluís Sitjar          |
| Oviedo          | Oviedo        | Carlos Tartiere       |
| Real Betis      | Sevilla       | Heliópolis            |
| Real Madrid     | Madrid        | Santiago Bernabéu     |
| Real Santander  | Santander     | El Sardinero          |
| Reial Societat  | Sant Sebastià | Atotxa                |
| Sevilla         | Sevilla       | Ramón Sánchez Pizjuán |
| València        | València      | Mestalla              |
| Valladolid      | Valladolid    | José Zorrilla         |
| Zaragoza        | Saragossa     | La Romareda           |

## Classificació general
| Pos | Equip           | PJ | PG | PE | PP | GF | GC | DG  | Pts | Classificació o descens      |
| --- | --------------- | -- | -- | -- | -- | -- | -- | --- | --- | ---------------------------- |
| 1   | Real Madrid (C) | 30 | 24 | 4  | 2  | 89 | 25 | +64 | 52  | Clas. per la Copa d'Europa   |
| 2   | Atlético Madrid | 30 | 17 | 6  | 7  | 57 | 35 | +22 | 40  | Clas. per la Recopa d'Europa |
| 3   | Zaragoza        | 30 | 12 | 9  | 9  | 54 | 53 | +1  | 33  |                              |
| 4   | Barcelona       | 30 | 13 | 6  | 11 | 62 | 47 | +15 | 32  | Convidat a la Copa de Fires  |
| 5   | València        | 30 | 11 | 10 | 9  | 46 | 42 | +4  | 32  | Convidat a la Copa de Fires  |
| 6   | Real Betis      | 30 | 11 | 8  | 11 | 42 | 44 | −2  | 30  |                              |
| 7   | Atlético Bilbao | 30 | 12 | 6  | 12 | 42 | 41 | +1  | 30  |                              |
| 8   | Reial Societat  | 30 | 10 | 10 | 10 | 37 | 46 | −9  | 30  |                              |
| 9   | Mallorca        | 30 | 12 | 4  | 14 | 38 | 41 | −3  | 28  |                              |
| 10  | Espanyol        | 30 | 12 | 3  | 15 | 46 | 46 | 0   | 27  | Convidat a la Copa de Fires  |
| 11  | Sevilla         | 30 | 9  | 9  | 12 | 42 | 46 | −4  | 27  |                              |
| 12  | Real Santander  | 30 | 11 | 4  | 15 | 42 | 47 | −5  | 26  |                              |
| 13  | Oviedo (O)      | 30 | 10 | 6  | 14 | 39 | 54 | −15 | 26  | Promoció de descens          |
| 14  | Elx (O)         | 30 | 9  | 7  | 14 | 48 | 75 | −27 | 25  | Promoció de descens          |
| 15  | Valladolid (R)  | 30 | 11 | 3  | 16 | 39 | 52 | −13 | 25  | Descens a Segona Divisió     |
| 16  | Granada (R)     | 30 | 5  | 7  | 18 | 32 | 61 | −29 | 17  | Descens a Segona Divisió     |

## Resultats
| Casa \ Fora     | ATB | ATM | BAR | ELC | ESP | GRA | MLL | OVI | BET | RMA | RSA | RSO | SEV | VAL | VAD | ZAR |
| --------------- | --- | --- | --- | --- | --- | --- | --- | --- | --- | --- | --- | --- | --- | --- | --- | --- |
| Atlético Bilbao | —   | 2–0 | 0–2 | 4–2 | 2–3 | 3–0 | 1–2 | 3–1 | 0–0 | 0–2 | 3–1 | 2–2 | 0–2 | 4–1 | 4–1 | 1–0 |
| Atlético Madrid | 3–1 | —   | 2–0 | 5–0 | 1–1 | 4–0 | 2–1 | 2–0 | 2–2 | 1–0 | 3–2 | 3–2 | 2–0 | 2–2 | 4–2 | 4–0 |
| Barcelona       | 2–2 | 2–0 | —   | 3–3 | 4–1 | 8–2 | 4–2 | 3–5 | 2–1 | 3–5 | 2–0 | 6–2 | 2–2 | 1–1 | 2–0 | 0–1 |
| Elx             | 4–1 | 2–2 | 2–1 | —   | 2–0 | 1–2 | 2–0 | 3–1 | 1–1 | 3–4 | 2–0 | 1–0 | 2–2 | 4–1 | 3–0 | 2–7 |
| Espanyol        | 0–1 | 1–2 | 1–2 | 5–2 | —   | 3–1 | 1–0 | 4–1 | 2–1 | 1–2 | 2–0 | 1–1 | 3–0 | 3–0 | 1–2 | 5–0 |
| Granada         | 2–0 | 0–3 | 1–1 | 1–1 | 1–2 | —   | 4–0 | 1–1 | 1–2 | 2–3 | 5–1 | 2–0 | 0–2 | 2–2 | 0–1 | 2–3 |
| Mallorca        | 0–0 | 0–1 | 3–1 | 3–0 | 3–0 | 1–0 | —   | 1–0 | 1–0 | 1–1 | 2–1 | 0–0 | 2–2 | 4–0 | 3–1 | 4–0 |
| Oviedo          | 2–0 | 0–0 | 1–0 | 4–0 | 2–3 | 0–0 | 1–0 | —   | 2–1 | 0–0 | 2–1 | 3–1 | 2–2 | 2–2 | 2–0 | 3–0 |
| Real Betis      | 1–3 | 0–0 | 1–3 | 7–1 | 3–1 | 2–1 | 2–0 | 2–0 | —   | 0–5 | 0–0 | 5–1 | 0–0 | 0–0 | 3–1 | 1–1 |
| Real Madrid     | 3–1 | 3–1 | 3–2 | 8–0 | 2–0 | 5–0 | 3–0 | 7–0 | 4–0 | —   | 4–0 | 3–1 | 1–1 | 2–0 | 2–1 | 5–1 |
| Real Santander  | 0–1 | 1–1 | 1–0 | 5–1 | 1–0 | 0–0 | 5–1 | 3–0 | 0–1 | 1–1 | —   | 2–0 | 2–0 | 3–0 | 3–1 | 2–1 |
| Reial Societat  | 0–0 | 1–0 | 3–2 | 3–2 | 2–1 | 1–0 | 3–1 | 2–0 | 0–1 | 0–4 | 3–1 | —   | 3–1 | 1–1 | 0–0 | 2–2 |
| Sevilla         | 3–1 | 4–2 | 0–1 | 2–0 | 2–0 | 0–0 | 0–2 | 3–2 | 1–1 | 0–2 | 1–2 | 1–2 | —   | 1–3 | 4–0 | 1–1 |
| València        | 1–0 | 1–2 | 0–2 | 0–0 | 3–0 | 3–1 | 2–1 | 3–1 | 4–1 | 0–1 | 3–1 | 0–0 | 6–0 | —   | 1–0 | 3–0 |
| Valladolid      | 1–2 | 0–2 | 1–0 | 2–1 | 2–0 | 4–0 | 2–0 | 3–0 | 5–1 | 3–1 | 2–0 | 0–0 | 0–4 | 2–2 | —   | 1–2 |
| Zaragoza        | 0–0 | 4–1 | 1–1 | 1–1 | 1–1 | 4–1 | 2–0 | 4–1 | 2–1 | 2–3 | 5–3 | 1–1 | 2–1 | 1–1 | 5–1 | —   |

## Promoció de descens
| Equip 1        | Global | Equip 2    | Anada | Tornada |
| -------------- | ------ | ---------- | ----- | ------- |
| Oviedo         | 3-2    | Celta Vigo | 1-0   | 2-2     |
| Atlético Ceuta | 1-4    | Elx        | 1-0   | 0-4     |

## Resultats
- Lliga de Campions: Reial Madrid
- Recopa d'Europa: Sevilla FC
- Descensos: Granada CF i Real Valladolid
- Ascensos: Osasuna i CD Tenerife

## Màxims golejadors
| Posició | Golejador          | Gols        | Equip |
| ------- | ------------------ | ----------- | ----- |
| 1       | Ferenc Puskás      | Real Madrid | 28    |
| 2       | Alfredo di Stéfano | Real Madrid | 21    |
| 2       | Juan Romero Isasi  | Elx         | 21    |
| 4       | Joaquín Murillo    | Zaragoza    | 20    |
| 5       | Luis del Sol       | Real Madrid | 17    |